# Красне Знам'я (Земетчинський район)
Кра́сне Зна́м'я (рос. Красное Знамя) — селище у складі Земетчинського району Пензенської області, Росія.
Населення — 13 осіб (2010; 23 у 2002).
Національний склад станом на 2002 рік:
- росіяни — 96 %